# Asti Calcio a 5 2013-2014
Questa pagina raccoglie i dati riguardanti l'Asti Calcio a 5, squadra di calcio a 5 militante in serie A, nelle competizioni ufficiali della stagione 2013-2014.

## Calciomercato

### Sessione estiva
| Tihomir Novak    | Petrinjčica     |
| Fernando Wilhelm | Marca           |
| Ricardo Zanella  | Loreto Aprutino |

| Marco Boaventura | Kaos       |
| Emanuele Bortot  | svincolato |
| Gioele Cannella  | Astense    |
| Eduardo Dias     | Astense    |
| Ricardo Zanella  | Carmagnola |

### Sessione invernale
| Arrivi | Arrivi | Arrivi | Arrivi |
| Nome   | da     |        |        |
| ------ | ------ | ------ | ------ |

| Partenze | Partenze | Partenze | Partenze |
| Nome     | a        |          |          |
| -------- | -------- | -------- | -------- |

## Rosa 2013-2014
| N° | Naz.                                   | Ruolo | Sportivo           | Anno     |  |  |
| -- | -------------------------------------- | ----- | ------------------ | -------- |  |  |
| 3  | Brasile (bandiera) · Italia (bandiera) | UNI   | Gabriel Lima       | 19.08.87 |  |  |
| 5  | Italia (bandiera)                      | DIF   | Antonio Celentano  | 04.09.90 |  |  |
| 6  | Brasile (bandiera) · Italia (bandiera) | PIV   | Ramon Bueno Ardite | 27.09.84 |  |  |
| 7  | Brasile (bandiera) · Italia (bandiera) | LAT   | Diego Cavinato     | 06.05.85 |  |  |
| 8  | Brasile (bandiera) · Italia (bandiera) | DIF   | Douglas Corsini    | 31.08.82 |  |  |
| 10 | Brasile (bandiera) · Italia (bandiera) | LAT   | Vampeta            | 18.07.84 |  |  |
| 11 | Brasile (bandiera) · Italia (bandiera) | PIV   | Rodolfo Fortino    | 30.04.83 |  |  |
| 12 | Italia (bandiera)                      | POR   | Luca Casalone      | 10.01.90 |  |  |
| 13 | Brasile (bandiera) · Italia (bandiera) | PIV   | Alessandro Patias  | 08.07.85 |  |  |
| 14 | Argentina (bandiera)                   | LAT   | Hernán Garcias     | 10.06.78 |  |  |
| 15 | Brasile (bandiera)                     | LAT   | Marquinho          | 22.09.85 |  |  |
| 20 | Brasile (bandiera) · Italia (bandiera) | POR   | Kiko Bernardi      | 05.11.74 |  |  |
| 21 | Brasile (bandiera) · Italia (bandiera) | PIV   | Júlio De Oliveira  | 08.06.91 |  |  |
| 22 | Italia (bandiera)                      | POR   | Mirco Casassa      | 09.10.92 |  |  |
| 24 | Croazia (bandiera)                     | UNI   | Tihomir Novak      | 24.10.86 |  |  |
| 26 | Argentina (bandiera)                   | UNI   | Fernando Wilhelm   | 05.04.82 |  |  |